# Кол Перер (Белуно)
Кол Перер (итал. Col Perer) је насеље у Италији у округу Белуно, региону Венето.
Према процени из 2011. у насељу је живело 7 становника. Насеље се налази на надморској висини од 1015 м.